# Una madre non proprio... perfetta
Una madre non proprio... perfetta (The Good Mother) è un film televisivo statunitense di Richard Gabai. Il film tratta di una particolare patologia, la Sindrome di Münchhausen per procura, disturbo mentale che affligge le madri e che le spinge ad arrecare un danno fisico al figlio per attirare l'attenzione su di sé.
È stato trasmesso negli Stati Uniti l'8 giugno 2013 sul canale Lifetime e in Italia il 20 agosto 2015 su Rai 2.

## Trama
La sedicenne Jillian, figlia di una tossicodipendente, è un'adolescente ribelle e con la fedina penale non proprio immacolata. Dopo l'ennesimo arresto, viene accolta nella rispettabile famiglia della sua migliore amica Melanie, che da anni ha gravi problemi di salute. Poco prima di morire, Melanie chiede a Jillian di proteggere la sorellina Hillary e impedire che faccia la sua stessa fine. Inizialmente Jillian non presta molta attenzione alle parole dell'amica, ma, quando anche Hillary inizia a stare male, la ragazza comincia a insospettirsi e porta a un suo amico delle siringhe trovate nella camera di Melanie da analizzare. Intanto, le condizioni di Hillary peggiorano e la bambina viene ricoverata in ospedale, ma la madre Cheryl insiste nel riportarla a casa dicendo di volerla curare lei. Un'infermiera, però, nota che i valori nella cartella clinica di Hillary sono stati cambiati e una squadra di paramedici si presenta a casa per riprenderla; nel frattempo, l'amico di Jillian la informa che le siringhe contengono morfina mischiata a ricina, una proteina che causa la morte cellulare. Jillian si reca così in ospedale da Hillary, dove Cheryl prova a iniettare la ricina alla figlia, ma viene arrestata e ricoverata in una casa di cura.